# Mas de l'Ignasi
El Mas de l'Ignasi és un mas situat al municipi de Vilallonga del Camp, a la comarca catalana del Tarragonès.